# Opfikon
Opfikon (im einheimischen Dialekt Opfike [ˈopfikχe]) ist eine politische Gemeinde und Stadt im Bezirk Bülach des Kantons Zürich in der Schweiz.
Zur politischen Gemeinde gehört die gleichermassen bekannte Ortschaft Glattbrugg, weshalb die Gemeinde inoffiziell häufig als Opfikon-Glattbrugg bezeichnet wird. Die Zahl der Beschäftigten (2022: 24'998) ist auf demselben Niveau wie die Zahl der Einwohner (2024): 21'449. 
Seit dem Jahr 2000 ist die Wohnbevölkerung um 80 Prozent angestiegen. Der Ausländeranteil beträgt 46,2 Prozent. Opfikon gehört zu jenen Gemeinden im Kanton Zürich mit den tiefsten Beteiligungen an Wahlen und Abstimmungen. 
An den Kantonsratswahlen 2019 und 2023 lag die Beteiligung der Stimm- und Wahlberechtigten bei jeweils 20 Prozent.

## Geographie
Die Zürcher Unterländer Gemeinde liegt im Glatttal zwischen Zürich, Wallisellen, Rümlang und der Flughafen-Gemeinde Kloten. Die Landschaft ist eher flach, der tiefste Punkt mit 420,4 m ü. M. befindet sich an der Gemeindegrenze zu Rümlang. Der höchste Punkt der Gemeinde liegt im Hardwald auf 481 m ü. M.
Opfikon weist eine rege Bautätigkeit auf. 
Siedlungs- und Verkehrsflächen machten 2019 zusammen mehr als zwei Drittel des Gemeindegebietes aus (44,5 % bzw. 21,3 %), während nur noch rund ein Sechstel der Flächen landwirtschaftlich genutzt wurden (16,4 %). 15,9 % sind Wald- und 2,0 % Gewässerflächen (Stand 2018). Seit der Jahrtausendwende wachsen die Siedlungsgebiete der Stadt Zürich und diejenigen der Gemeinde Opfikon im Gebiet Glattpark und Glattbrugg zusammen.

## Bevölkerung
Der Ausländeranteil in Opfikon beträgt 46,2 %, er liegt damit wesentlich höher als derjenige des Kantons von 27,6 % (Stand 2022).
1968 erreichte Opfikon mit 10'178 Einwohnern Stadtgrösse. Seit dem Jahr 2000 ist die Wohnbevölkerung um rund 80 Prozent angestiegen:
| Jahr      | 1634 | 1850 | 1900 | 1950  | 1968   | 2000   | 2005   | 2010   | 2015   | 2020   | 2022   | 2024   |
| --------- | ---- | ---- | ---- | ----- | ------ | ------ | ------ | ------ | ------ | ------ | ------ | ------ |
| Einwohner | 26   | 611  | 706  | 2'613 | 10'178 | 11'752 | 12'779 | 15'582 | 18'482 | 20'905 | 21'127 | 21'449 |

### Religionen – Konfessionen
Auffallend ist, dass in Opfikon im mehrheitlich evangelisch-reformierten Kanton Zürich (24,5 % gegenüber 22,9 % römisch-katholisch) die römisch-katholische Bevölkerung einen doppelt so hohen Anteil wie die evangelisch-reformierte aufweist, was mit dem hohen Ausländeranteil zu tun hat. 
2022 waren 10,8 % evangelisch-reformiert, 22,0 % römisch-katholisch, und 67,2 % hatten eine andere oder keine Konfessionszugehörigkeit.
Die moderne evangelisch-reformierte Kirche von Opfikon befindet sich an der Oberhauserstrasse 71.
Die römisch-katholische Kirche ist in Opfikon mit der St. Annakirche vertreten, die 1955–1956 an der Wallisellerstrasse 20 errichtet wurde. 1981/82 wurde sie nach Plänen des Zürcher Architekten Rudolf Mathys umgebaut und gegen den Fluglärm isoliert.
An der Giebeleichstrasse 72 befindet sich das Gottesdienstlokal der evangelisch-methodistischen Kirche.

## Politik

### Gemeinderat
- Grüne: 3
- SP: 6
- GLP: 4
- GV: 3
- EVP: 2
- Mitte: 3
- FDP: 7
- SVP: 8

Die Wahlen vom 27. März 2022 für die Legislaturperiode 2022–2026 führten zu folgender Sitzverteilung im Gemeinderat (Legislative):
| Partei | SVP | FDP | SP | glp | Mitte | Grüne | GV * | EVP |
| ------ | --- | --- | -- | --- | ----- | ----- | ---- | --- |
| Sitze  | 8   | 7   | 6  | 4   | 3     | 3     | 3    | 2   |

Präsidentin des Gemeinderates für das Amtsjahr 2023/2024 ist seit Mai 2023 Silvia Messerschmidt (SVP) als Nachfolgerin des aus der Stadt weggezogenen bisherigen Amtsinhabers Tobias Honold.

### Stadtrat
Sitzverteilung im Stadtrat (Exekutive) für die Legislaturperiode 2022–2026:
| Partei | SVP | FDP | CVP | SP | glp | EVP |
| ------ | --- | --- | --- | -- | --- | --- |
| Sitze  | 1   | 2   | 1   | 1  | 1   | 1   |

Stadtpräsident ist seit 2022 Roman Schmid (SVP).

### Nationale Wahlen
Bei der Nationalratswahl 2019 erreichten die Parteien folgende Wähleranteile: SVP 34,9 %, glp 15,6 %, SP 14,7 %, FDP 12,8 %, Grüne 7,8 %, CVP 5,9 %, EVP 3,3 %, BDP 1,8 %, AL 1,1 %.
Die Wähleranteile bei der Nationalratswahl 2023: SVP 32,5 % (−2,40 %), SP 19,71 % (+4,97 %), glp 12,49 % (−3,08 %), FDP 12,06 % (−0,70 %), Die Mitte 8,62 % (+0,85 %), Grüne 6,51 % (−1,24 %), EVP 3,4 % (+0,11 %), Aufrecht Zürich 1,25 %, andere (12) 3,46 %.

## Name
Der Name Opfikon ist eine Bildung mit dem im heutigen Kanton Zürich wie auch im Aargau und im Kanton Luzern häufigen Ortsnamensuffix -(i)kon/-(i)ken, das auf Zusammensetzungen aus einem mit dem Suffix -ing- (etwa ‹bei den Leuten des Genannten›) versehenen Personennamen mit dem locativisch gebrauchten Dat. pl. des Wortes hof ‹Hof, Besitz› als Hinterglied zurückgeht (deutlicher ist diese Herkunft noch bei den besonders im Thurgau und in der westlichen Deutschschweiz verbreiteten Namen auf -(i)kofen); nach diesem Muster gebildete Namen werden auf das 7./8. Jahrhundert datiert. 
Dem Vorderglied dieses Siedlungsnamens dürfte ein Personenname *Opfo zugrunde liegen, der in dieser Form allerdings nirgends belegt ist und der als Kurzform zu einem anderen Namen (vorgeschlagen wurde Otfried) oder als Bildung zum für das Westgermanische angesetzten Personennamenstamm *upp-, der sich zu althochdeutsch *opf-/*upf- entwickelt hätte, angesehen wird.
Der älteste gesicherte Beleg des Namens stammt aus der Mitte des 12. Jahrhunderts (Obtinchofa). Ein Beleg aus dem Jahr 744 (Ubinchova) kann nicht eindeutig zugeordnet werden.

## Wirtschaft
Unter anderem dank der verkehrsgünstigen Lage zwischen Stadtzentrum und Flughafen Zürich haben in Opfikon mehrere Grossunternehmen ihren Hauptsitz: Swissport, Hotelplan, die Nuance Group, Trivadis und Sunrise. Dazu gesellen sich Mondelez Europe und Cadillac Europe sowie die Schweizer Fluggesellschaft Zimex.
Opfikon, mit Glattbrugg und dem neuen Stadtteil Glattpark, zählt zu den wirtschaftlich dynamischsten Gemeinden der Flughafenregion Zürich. Aktuelle Grossprojekte unterstreichen das Wachstum: Mit dem „Meet“ entsteht in Rümlang ein 250-Millionen-Franken-Multifunktionskomplex mit Läden, Hotel und Gesundheitsangeboten. Der Baustart ist Ende 2025 und die Eröffnung 2027 vorgesehen. Am Bahnhof Glattbrugg baut Alpine Immobilien AG bis 2026 ein markantes Bürohaus nach Plänen von Max Dudler. Zudem stärkt das neue Datacenter von Digital Realty die digitale Infrastruktur und macht Opfikon zum wichtigen IT-Standort.

## Verkehr

### Öffentlicher Nahverkehr
Die Verkehrsbetriebe Glattal AG (VBG) betreiben im Auftrag des Zürcher Verkehrsverbunds (ZVV) als marktverantwortliches Unternehmen (MVU) den öffentlichen Nahverkehr in den Regionen Glatttal und Furttal sowie im Raum Effretikon/Volketswil. Unter anderem ist die VBG Betreiberin der Glattalbahn, mit der Opfikon ans Tramnetz angeschlossen ist.

#### S-Bahn Zürich
Die Gemeinde Opfikon ist von der S-Bahn Zürich mit folgenden Linien angebunden:
- S 3 (Bülach –) Hardbrücke – Zürich HB – Effretikon – Wetzikon  (Station Glattbrugg). Verkehrt nur während der Hauptverkehrszeit bis nach Bülach, sonst nur bis nach Zürich Hardbrücke in den Randzeiten.
- S 7 Winterthur – Kloten – Zürich HB – Meilen – Rapperswil  (Station Opfikon)
- S 9 Schaffhausen – Jestetten – Rafz – Zürich HB – Stettbach – Uster  (Station Glattbrugg)
- S 15 Rapperswil – Uster – Zürich HB – Oberglatt – Niederweningen  (Station Glattbrugg)
- SN7 Bassersdorf – Kloten – Zürich HB – Meilen – Stäfa  (Station Opfikon)
- SN9 Bülach – Zürich HB – Stettbach – Uster  (Station Glattbrugg)

#### Tramlinie
- 12 Bahnhof Stettbach – Wallisellen – Glattbrugg – Flughafen Zürich

### Veloverkehr
Um den Veloverkehr zu fördern, wurden 2019 die ersten Publibike-Stationen in Betrieb genommen.

## Geschichte

Luftbild (1968) von Werner Friedli

### Gründung und Mittelalter
Die heutige Gemeinde hat ihren Ursprung in zwei Siedlungen: Opfikon, rechts der Glatt gelegen, und Oberhausen, links der Glatt gelegen. Wie der Name impliziert, war die Glattbrugg keine Siedlung, sondern die Brücke über die Glatt. Den Namen Glattbrugg verwendeten später auch die linksufrigen Schmiede und Mühle.
Nach dem Aussterben der Grafen von Kyburg im Jahre 1264 gelangte die Blutgerichtsbarkeit an Habsburg-Österreich. Ihren weiträumigen Besitz gliederten die Habsburger für die Verwaltung und den Bezug der Abgaben in «Ämter», wobei Opfikon und Oberhausen dem Amt Schwamendingen zugeteilt waren. Aus König Albrechts Urbar (um 1305) lässt sich entnehmen: «Ze Opphinkon lit ein guot, das des gotzhus (Kloster St. Martin) von Zurichberg eigen ist; das giltet ze vogtrecht 2 viertel kernen und 2 viertel habern. Es git jederman ein vasnachthuon …» Der Hof in Oberhausen war dem Grossmünster gegenüber zum Zehnten verpflichtet. 
Die Gerichtsbarkeit lag wohl teilweise bei den Habsburgern und bei den Herren von Rümlang; vermutlich Ende des 14. Jahrhunderts ging sie an die Stadtzürcher Ratsherrenfamilie Biberli. Bereits um 1370 verpfändeten die Habsburger kyburgische Ämter an ihren damaligen Vogt und Pfleger auf der Kyburg. 1384 ging die ganze Pfandschaft an die Grafen von Toggenburg über, danach kam die Herrschaft Kyburg durch Erbe und als Pfand an die Gräfin Kunigunde von Montfort-Toggenburg. Nach der Ächtung Herzogs Friedrich IV. wurde die Herrschaft Kyburg zu einem Reichspfand. Am 9. Februar 1424 erwarb die Stadt Zürich durch die Bezahlung von 8750 Gulden an Gräfin Kunigunde das Pfand, womit die Stadt ihr Hoheitsgebiet mit einem Schlag verdoppeln konnte.
1390 und 1411 amtete Heinrich Biberli als Vogt in Opfikon, und die Vogtei ging danach an die Familie seines Schwiegersohns über. Biberlis Tochter Anna war mit Peter Kilchmatter verheiratet, dem Sohn von Rudolf II. Kilchmatter («der Jüngere»); in jener Zeit der reichste Bürger der Stadt Zürich, Besitzer der Eisenbergwerke in Flums und von 1393 bis 1413 wie Biberli Ratsherr der Constaffel.

### Neuzeit
In der Helvetik wurde der Kanton Zürich in 15 Distrikte gegliedert. Die Ortschaften wurden Munizipalitäten zugeordnet, die sich an den Kirchgemeinden orientierten und aus denen die späteren politischen Gemeinden entstanden. Opfikon wurde dadurch Teil der Munizipalität Kloten im Distrikt Bassersdorf; da die Glatt die Distriktsgrenze bildete, wurde Oberhausen (links der Glatt) der Munizipalität Seebach im Distrikt Regensdorf zugeteilt.
In der Mediation erhielt der Kanton Zürich wieder eine neue Struktur und wurde in fünf Bezirke eingeteilt. Opfikon und Oberhausen wurden dadurch 1803 von Kloten gelöst und gemeinsam in die Gemeinde Opfikon zusammengeführt, die dem Bezirk Bülach zugeteilt wurde. Diese Einteilung hielt bis zur Restauration, in welcher Opfikon dem Oberamt Embrach zugeteilt wurde und die Zivilgemeinden die alten Dorfgemeinden aus der Zeit vor der Helvetik ablösten. Die politische Gemeinde Opfikon (auch als Opfikon und Oberhausen bezeichnet) bestand ab 1815 aus den beiden Zivilgemeinden Opfikon und Oberhausen, die den alten Dörfern entsprachen; die inzwischen links der Glatt entstandene Siedlung Glattbrugg war – wie zuvor Schmiede und Mühle – Teil der Zivilgemeinde Oberhausen.
Die neue Kantonsverfassung von 1831 wurde in der Kirchgemeinde Kloten deutlich angenommen. Zur Kirchgemeinde gehörten die beiden Gemeinden Opfikon und Kloten, mit ihren insgesamt vier Zivilgemeinden Opfikon, Oberhausen, Kloten und Geerlisberg-Egetswil. Die Kantonsverfassung besiegelte das Ende des Oberamts Embrach, zu dessen neuem Hauptort Bülach erklärt wurde und dessen Name dementsprechend in Bezirk Bülach geändert wurde.

### 20. und 21. Jahrhundert
Im Mai 1918 wurde das Ende beider Opfiker Zivilgemeinden eingeläutet, indem man sich sowohl in der Zivilgemeinde Oberhausen als auch in der Zivilgemeinde Opfikon jeweils für eine Fusion mit der politischen Gemeinde Opfikon aussprach. Die beiden Fusionen wurden am 31. Dezember 1918 durchgeführt, aufgrund der es seit dem 1. Januar 1919 offiziell nur noch die politische Gemeinde Opfikon gibt. Die starke Entwicklung der Siedlung Glattbrugg verdrängte im 20. Jahrhundert den Namen Oberhausen weitgehend und ist heute so geläufig wie der Name Opfikon. Zur Unterscheidung der politischen Gemeinde Opfikon von der Ortschaft Opfikon wird für erstere häufig die Bezeichnung Opfikon-Glattbrugg verwendet.
Seit 1968 ist die Gemeinde eine Stadt mit dem Namen Opfikon.

## Wappen
Blasonierung:
Geteilt von Rot und Silber, oben ein wachsender schwarzgekleideter Mannesrumpf mit silbernem Haar und ebensolchem Stehkragen, unten ein schwarzes Tatzenkreuz
Die Gesichtsfarbe wechselt von silber, golden bzw. natürlich. In manchen Darstellungen ist der Hals schwarz tingiert.
Wappenerklärung: Der Mannesrumpf erinnert an eine längst erloschene Familie eines Burkhard de Opphinkon, die im 13. Jahrhundert am Ort residierte, und aus deren Wappen (In Blau ein golden gekleideter Mannesrumpf) er – neu tingiert – entnommen wurde. Das schwarze Tatzenkreuz in Silber ist aus dem Wappen des Chorherrenstiftes am Grossmünster entnommen, das ab dem 9. Jahrhundert bis 1832 existierte, und dem die Nachbarsiedlung Oberhausen zehntpflichtig war.

## Sport
In Glattbrugg befindet sich das Freizeitbad Opfikon. Die erste Mannschaft des FC Glattbrugg spielt in der 2. Liga (Stand November 2023).

## Bilder

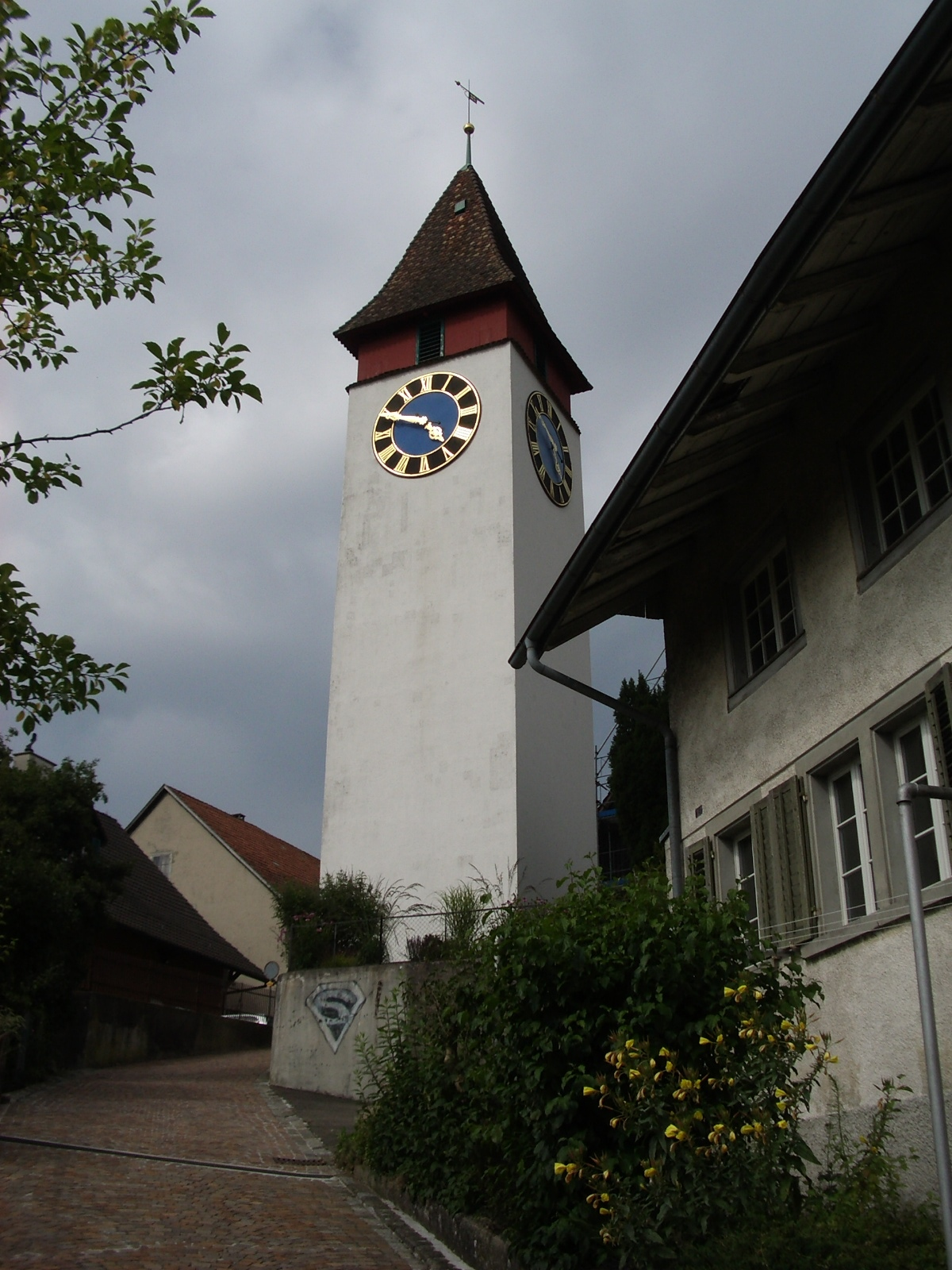
Chappeleturm
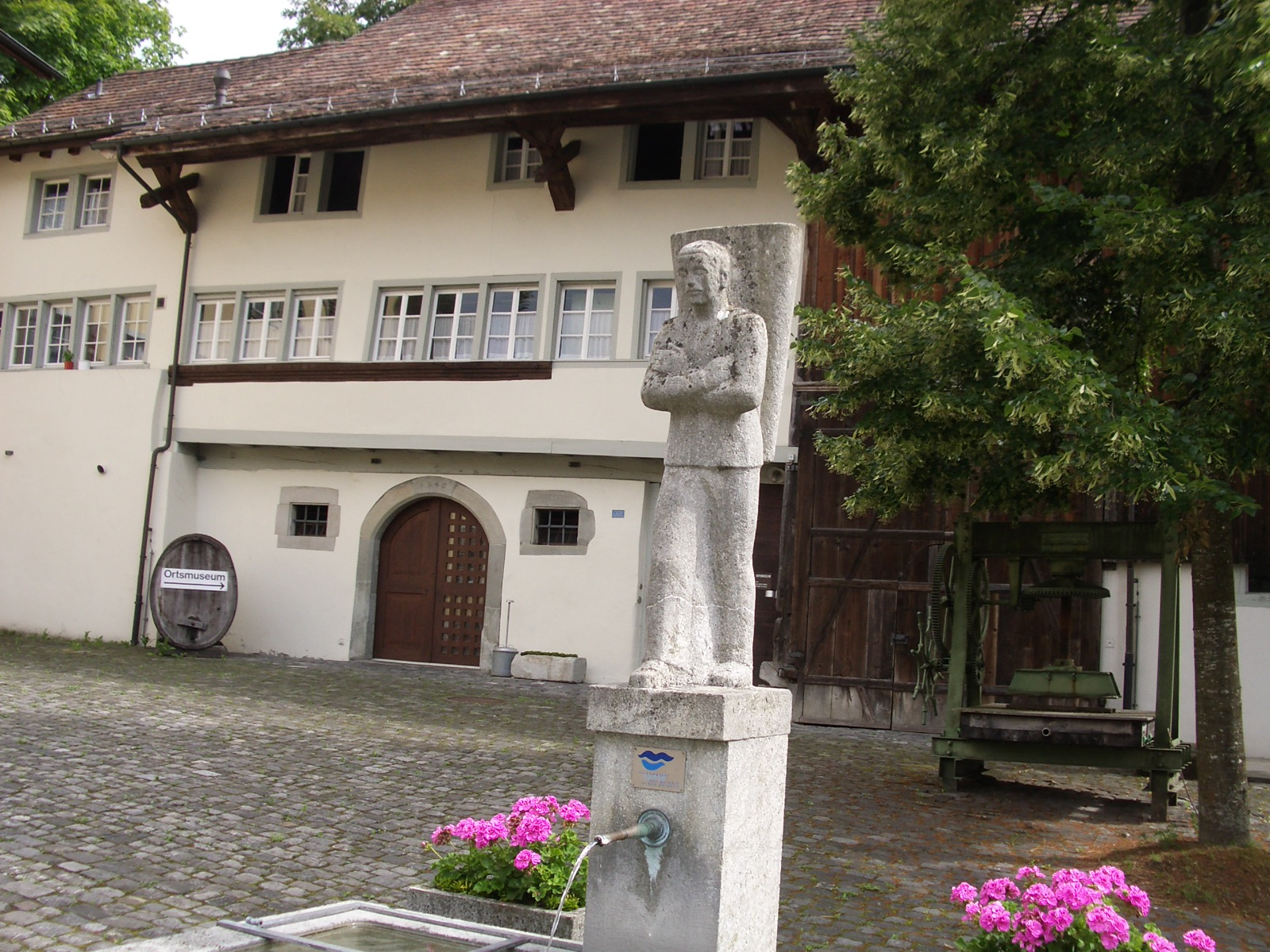
Ortsmuseum
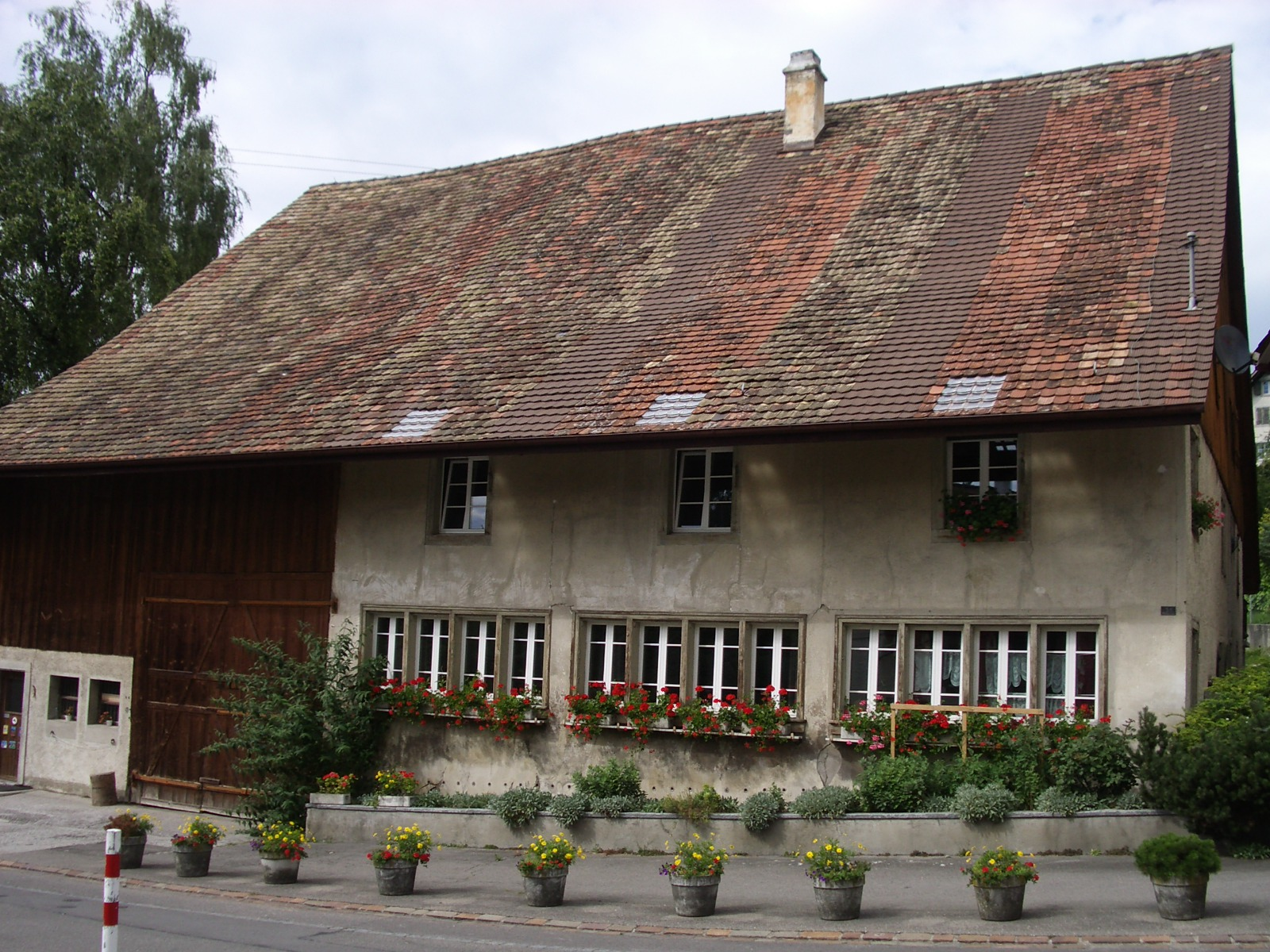
Altes Bauernhaus
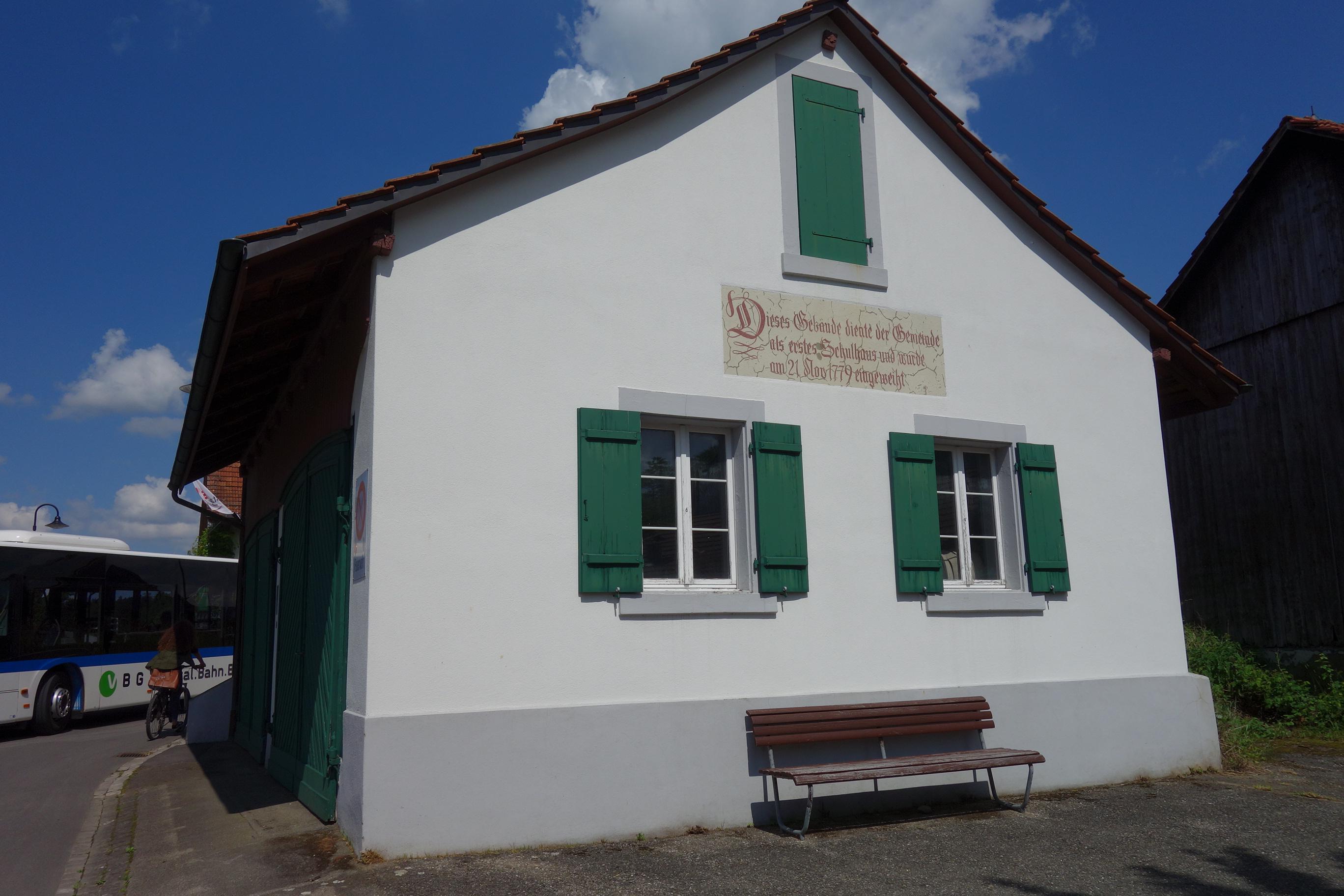
Erstes Schulhaus von 1779
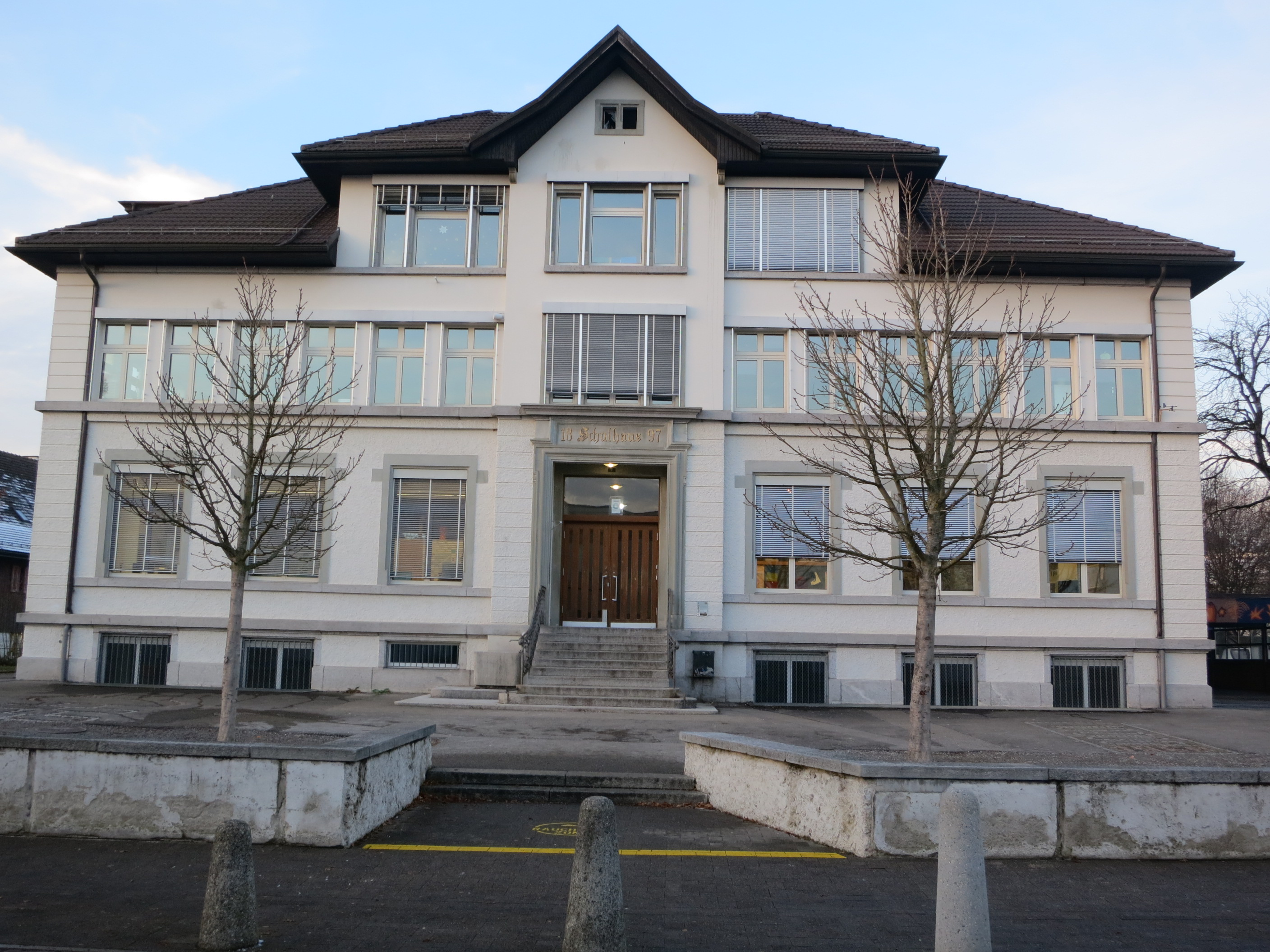
Schulhaus von 1897
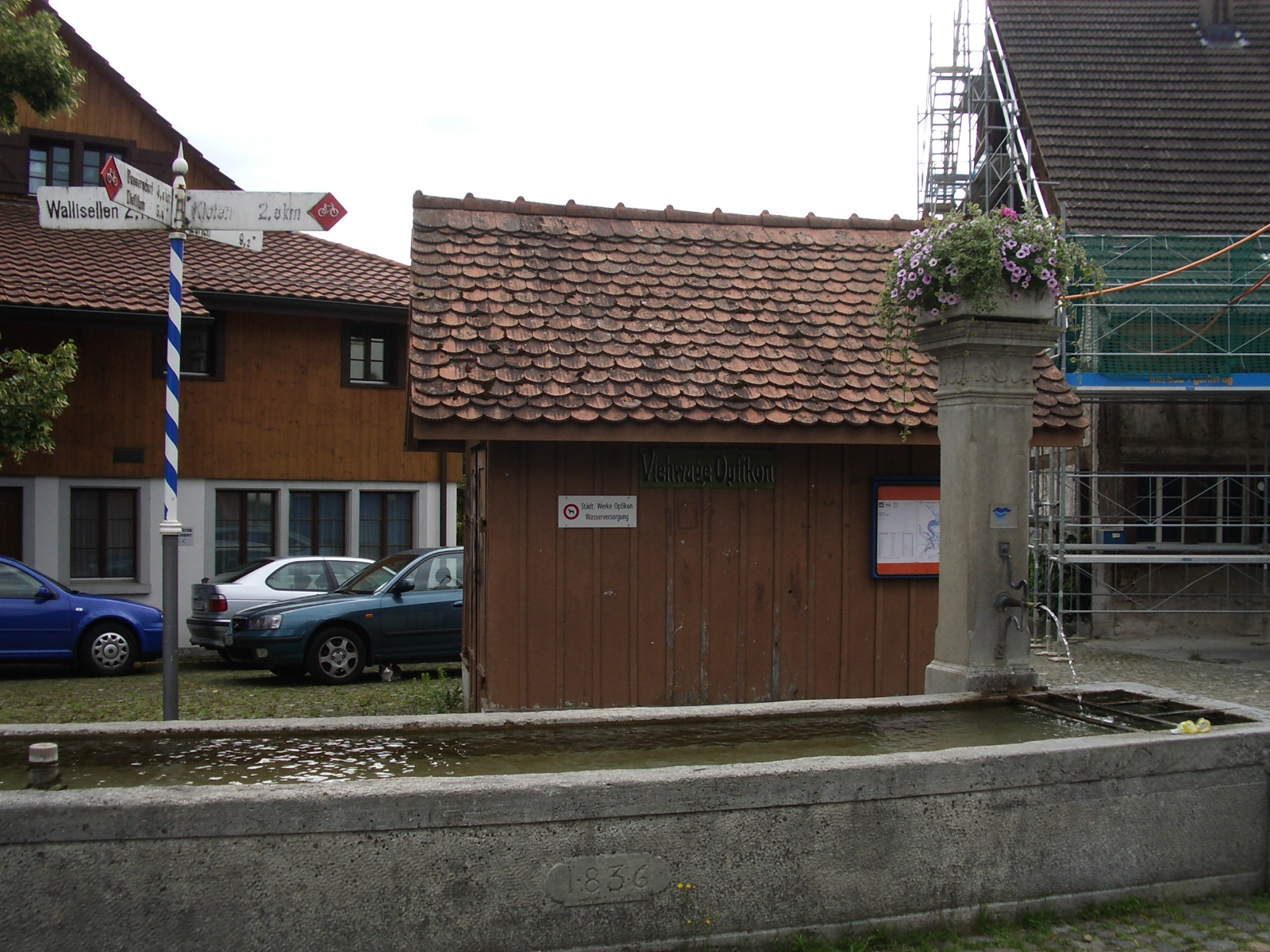
Dorfbrunnen und Viehwaage
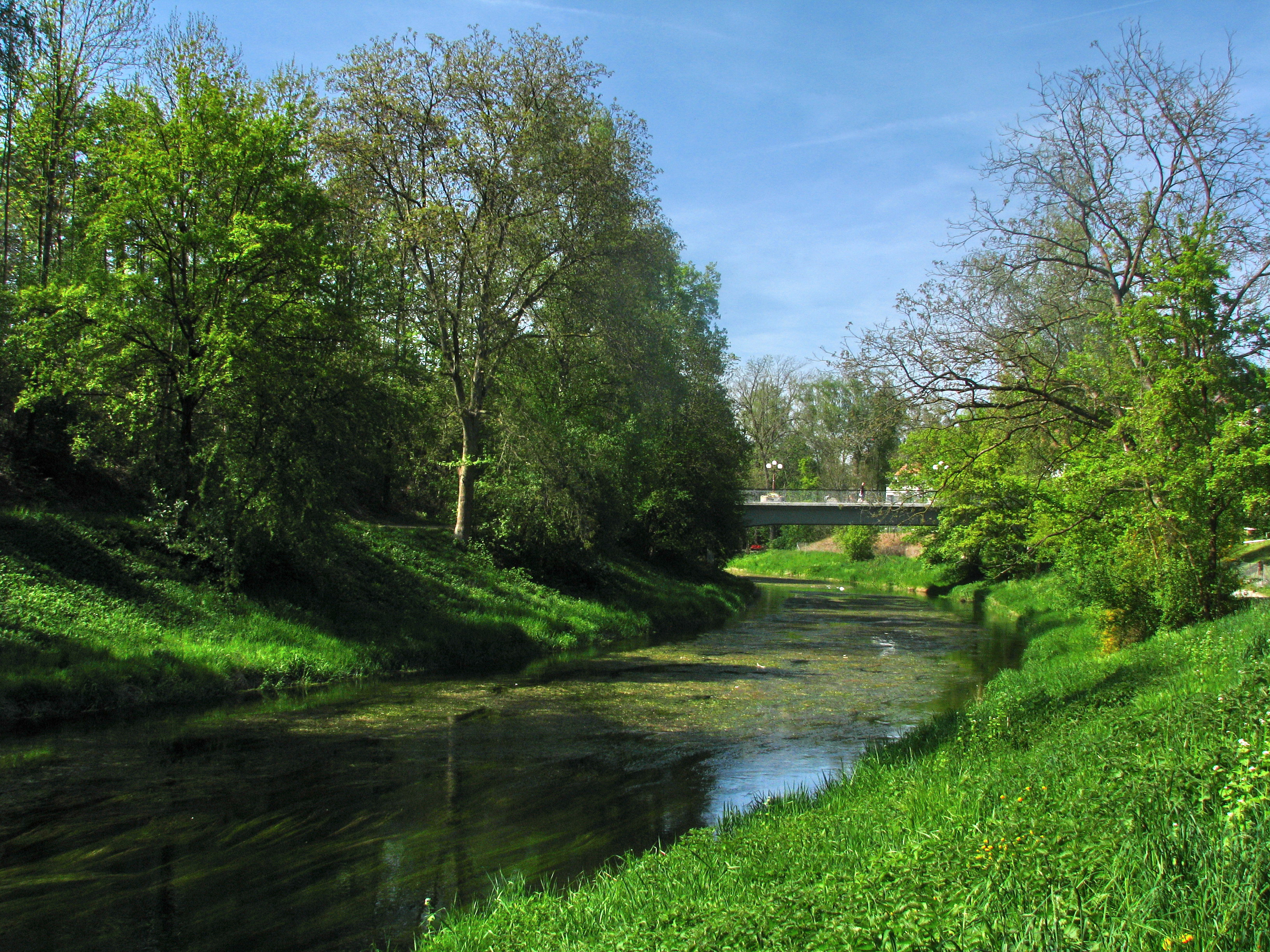
Die Glatt in Opfikon-Glattbrugg
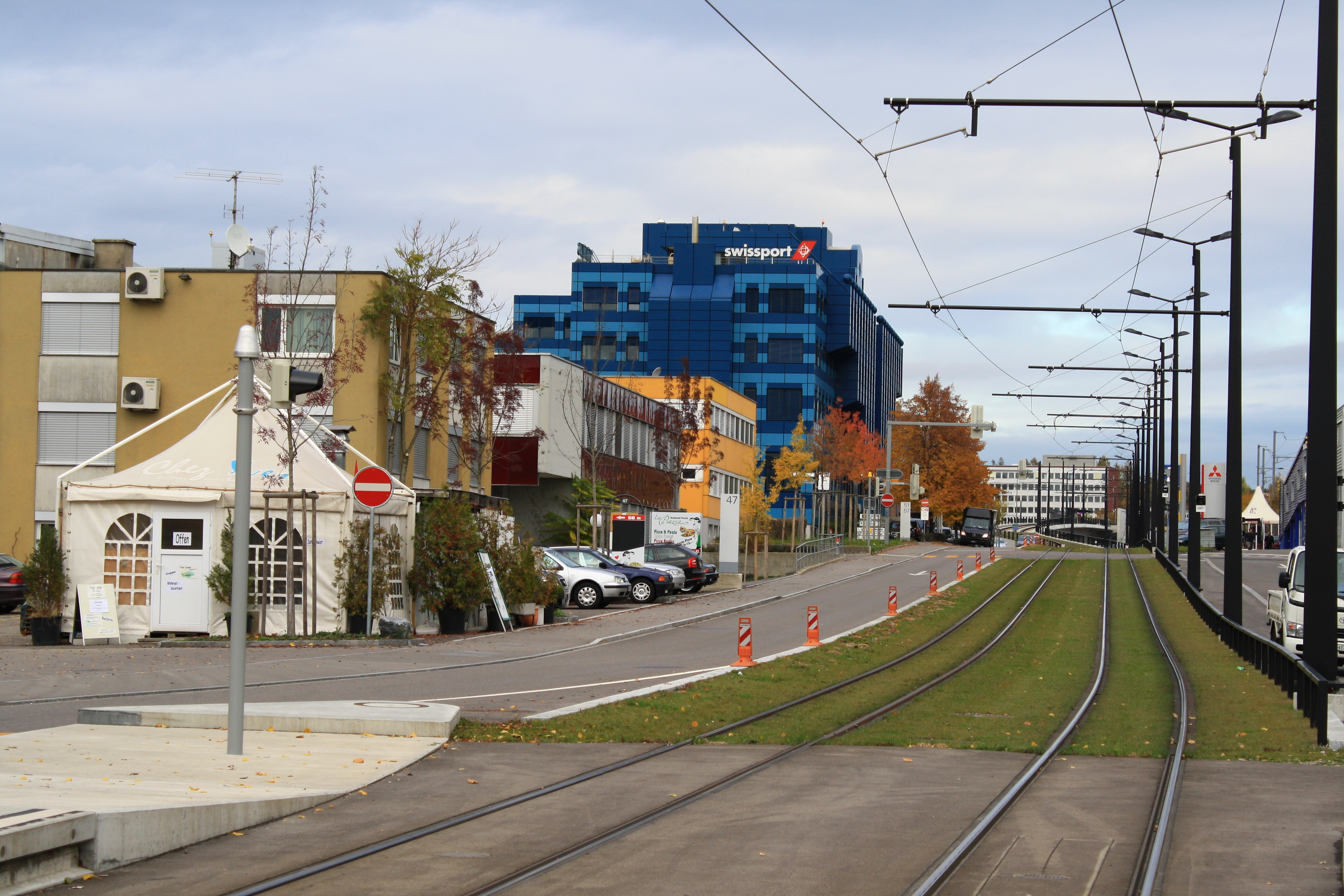
Flughofstrasse mit den Geleisen der Glattalbahn
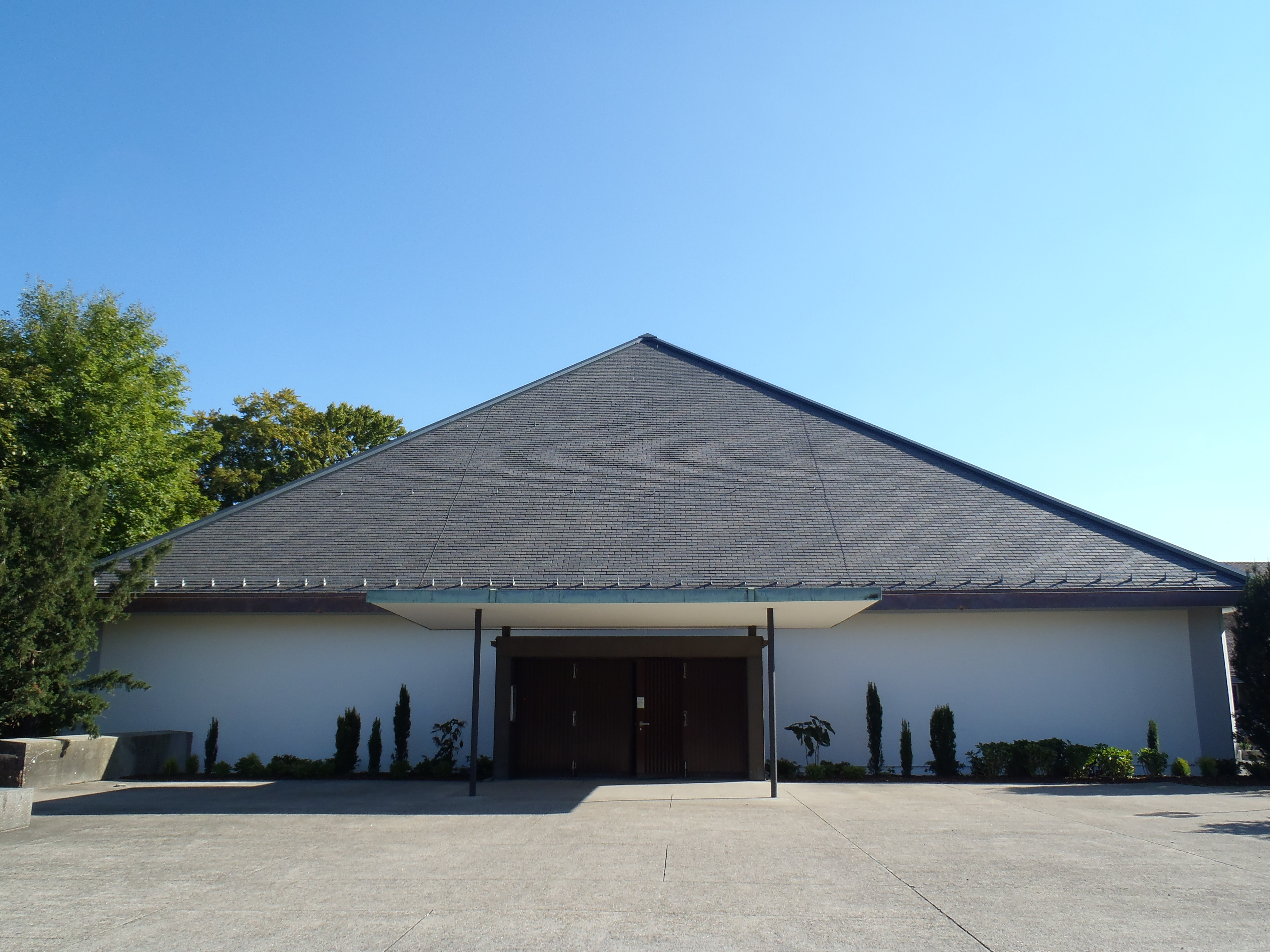
Reformierte Kirche
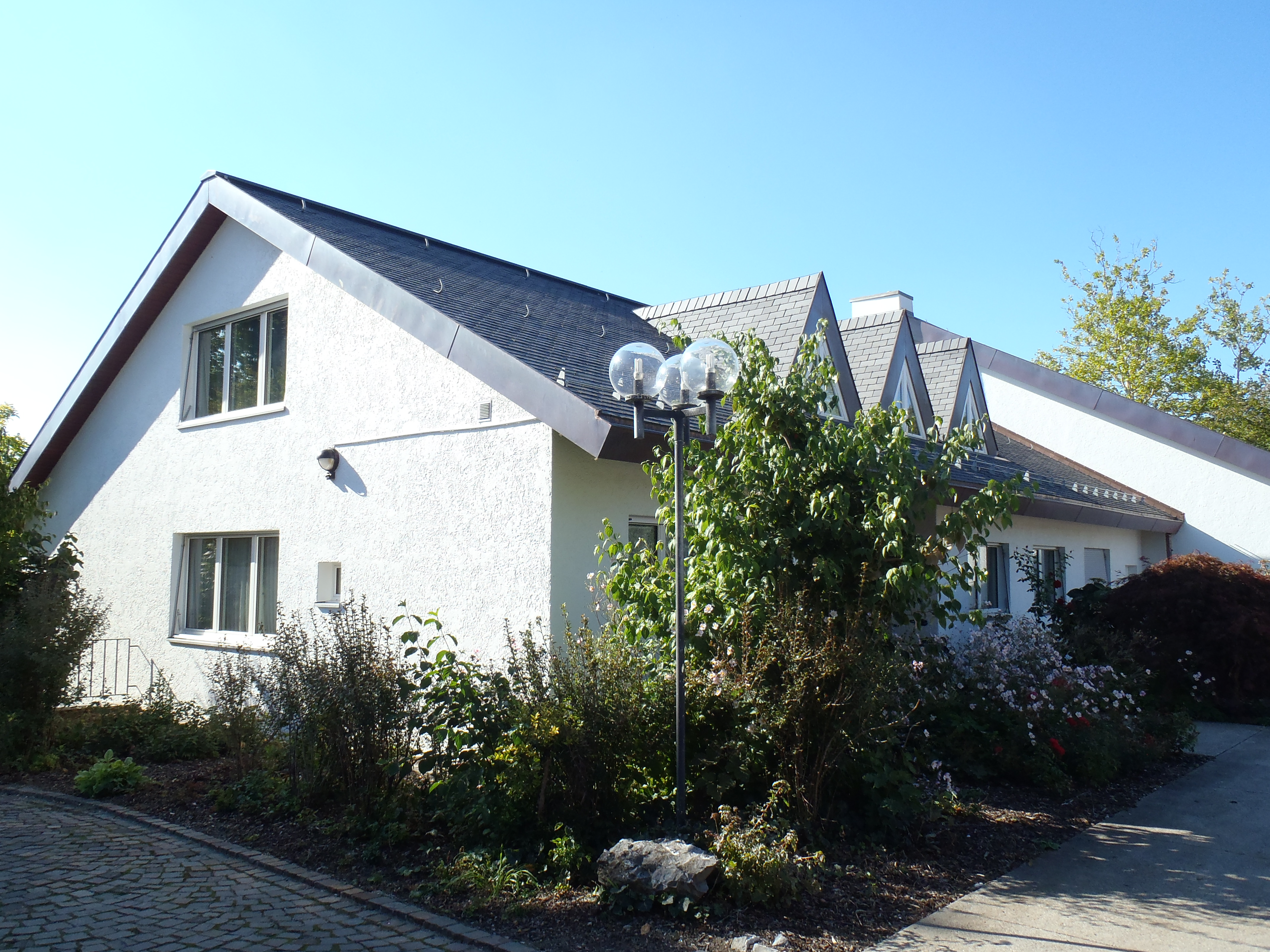
Reformiertes Pfarrhaus
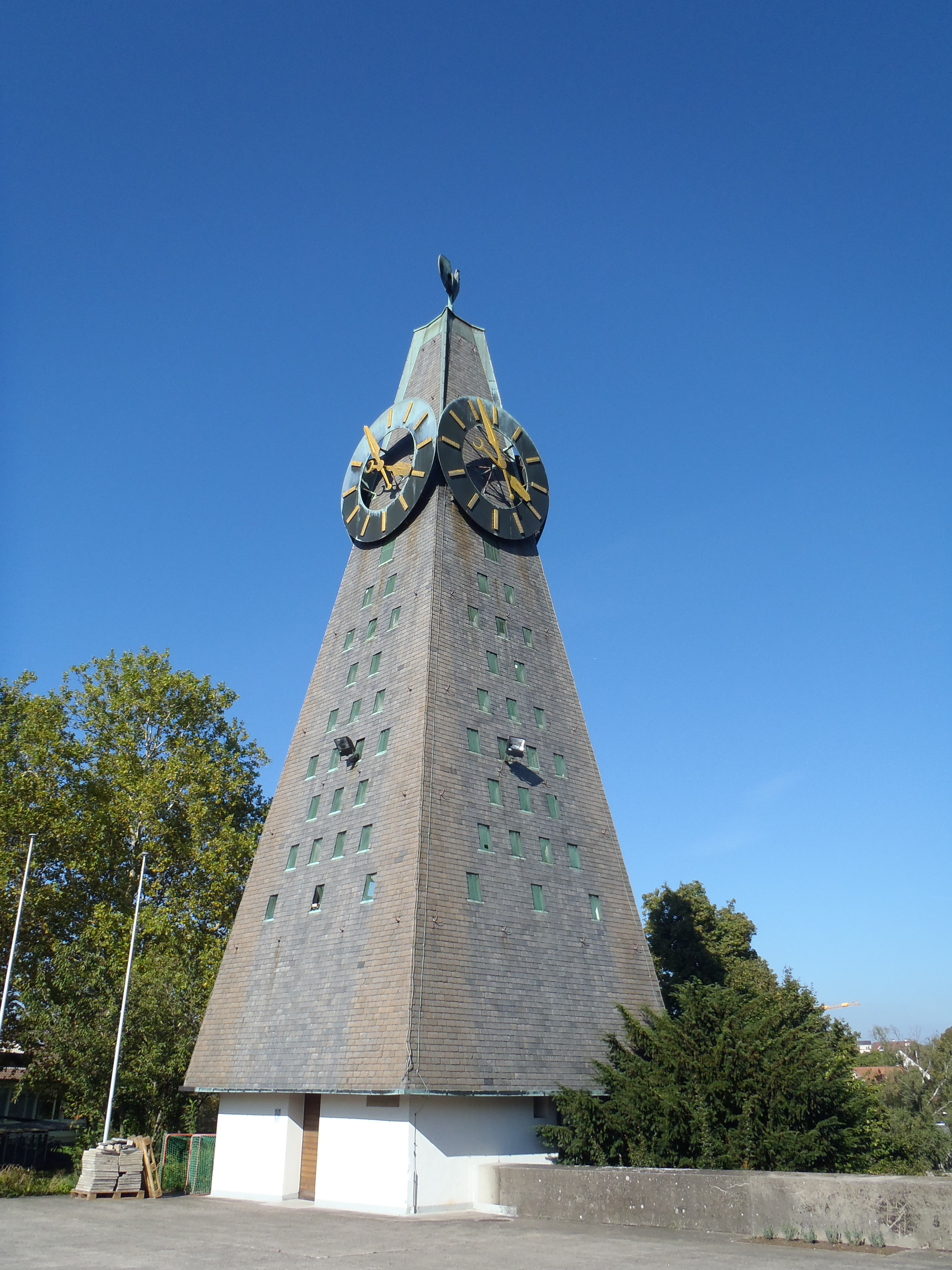
Glockenturm
Glattbrugg, historisches Luftbild von 1925, aufgenommen aus 300 Metern Höhe von Walter Mittelholzer
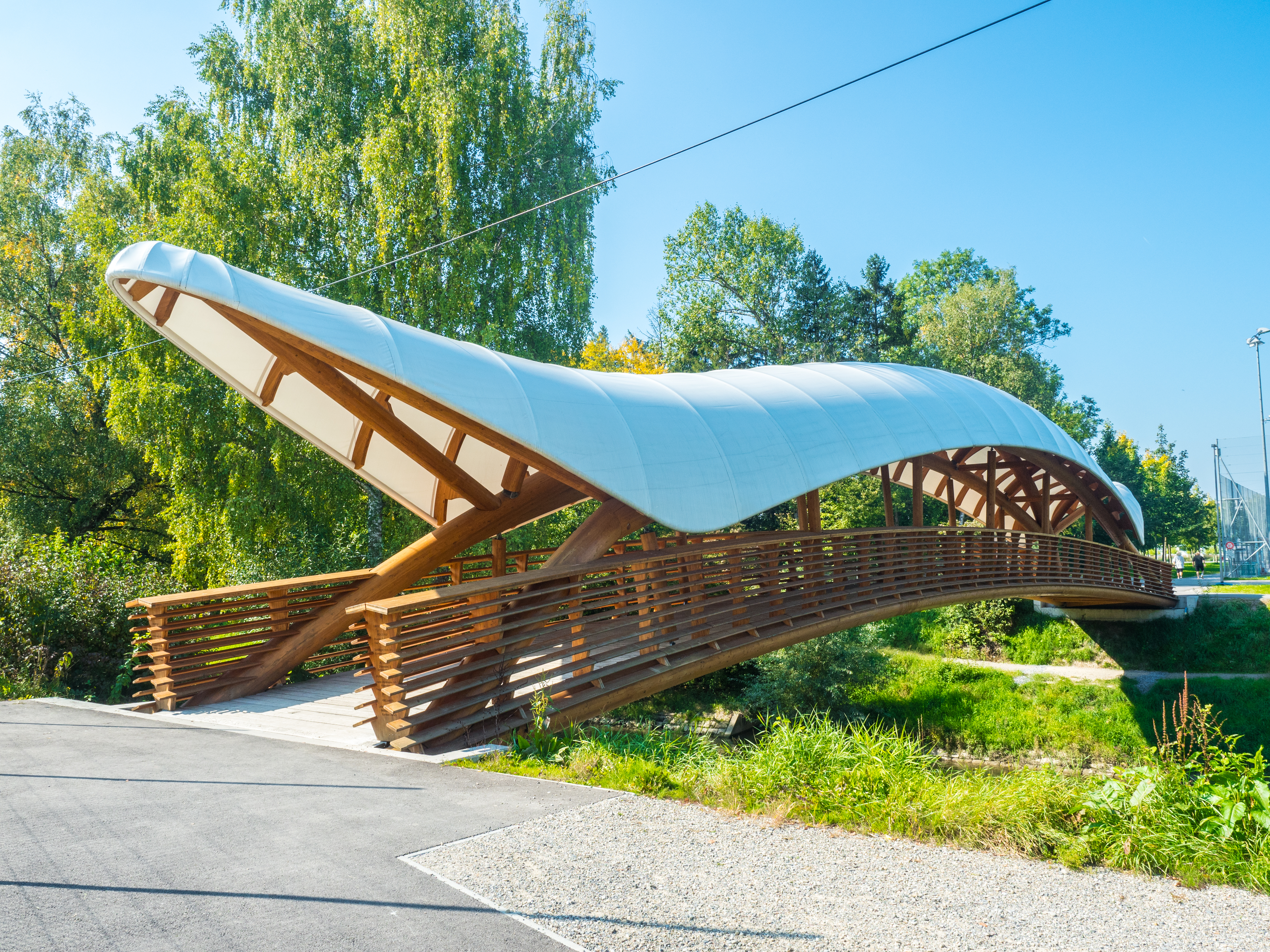
Gedeckte Stabbogen-Holzbrücke Aubrugg